# Oleg Tolmatchiov
Pour les articles homonymes, voir Tolmatchiov.
Oleg Vassilievitch Tolmatchiov (en russe : Олег Васильевич Толмачёв ; en anglais : Oleg Vasilyevich Tolmachev), né le 19 août 1919 à Novossibirsk et mort le 1er janvier 2008 à Moscou, est un joueur de hockey sur glace soviétique et  russe, puis entraîneur.

## Biographie
Tolmatchiov sert dans l'Armée rouge de 1939 à 1946. Il est décoré deux fois pour motifs militaires pendant la Seconde Guerre mondiale.
Il évolue comme joueur au HK Dinamo Moscou de 1946 à 1956, et remporte deux titres de champion d'URSS en 1947 et 1954 et une coupe d'URSS en 1953.
Il devient entraîneur du Dinamo en 1957 et reste en poste jusqu'en 1962.